# Schloßkirche (Chemnitz)

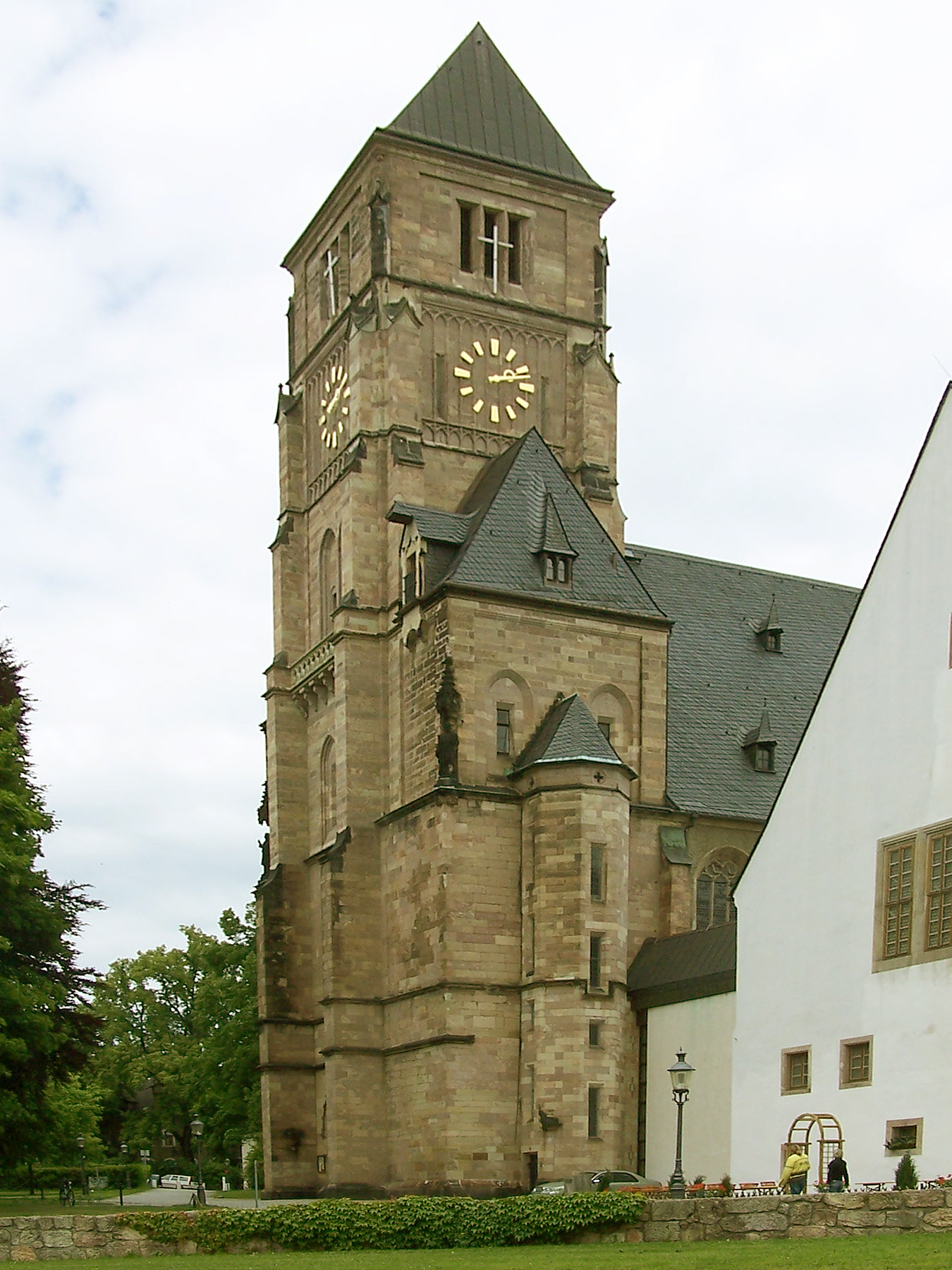
Schloßkirche Chemnitz

Die Schloßkirche Chemnitz befindet sich im Chemnitzer Stadtteil Schloßchemnitz auf dem Schloßberg und gilt als das wertvollste Bauwerk der Stadt. Sie ist eine von zwei Kirchen der St.-Petri-Schloßkirchgemeinde in der Evangelisch-Lutherischen Landeskirche Sachsens.

## Geschichte
Eine erste Kirche am Ort der heutigen Schloßkirche entstand bereits im 12. Jahrhundert, an die sich südlich die Klosteranlage des Benediktinerklosters anschloss. Sie war als Marienkirche geweiht. Durch einen groß angelegten Umbau ließen die Äbte Heinrich von Schleinitz und Hilarius von Rehburg eine neue Kirche im Stil einer dreischiffigen, spätgotischen Hallenkirche errichtet. Der maßgebliche Werkmeister war Andreas Günther aus dem böhmischen Komotau (Chomutov), der 1523/25 den Umbau vollendete. Auch die Klosteranlage ist ab 1499 im Stil der obersächsischen Spätgotik umgebaut worden. 1540 wurde das Kloster im Zuge der Reformation aufgelöst.
Die Schloßkirche erlitt 1945 Bombenschäden am neogotischen Turmhelm, am Dach und der Nordfassade. Der beschädigte Turmhelm wurde trotz einiger Widerstände von städtischen Vertretern als „Fremdkörper im Stadtbild“ abgerissen und 1946 bis 1949 im Zuge der Schadensbeseitigung durch den heutigen, niedrigeren Abschluss ersetzt. Die Restaurierung des Innenraums erfolgte von 1950 bis 1957.
Die EKD stellte zwischen 1973 und 1975 die Summe von 114.000 D-Mark bereit, damit über ein Kirchenbauprogramm in der DDR dieselbe Summe in DDR-Mark für Sanierungs-Bauleistungen dieses Sakralbaus verfügbar war.

## Chorraum

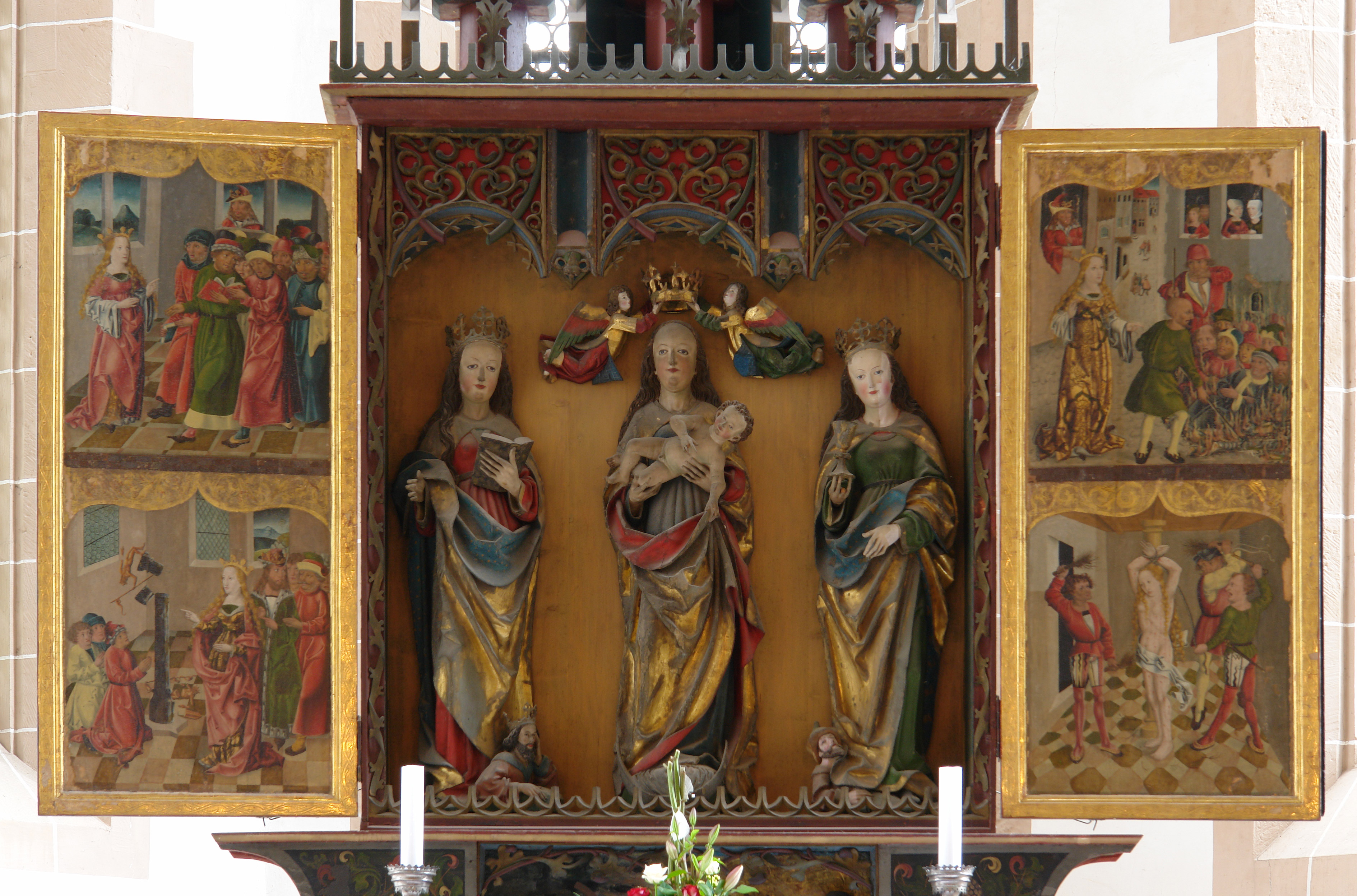
Katharinenaltar von 1499

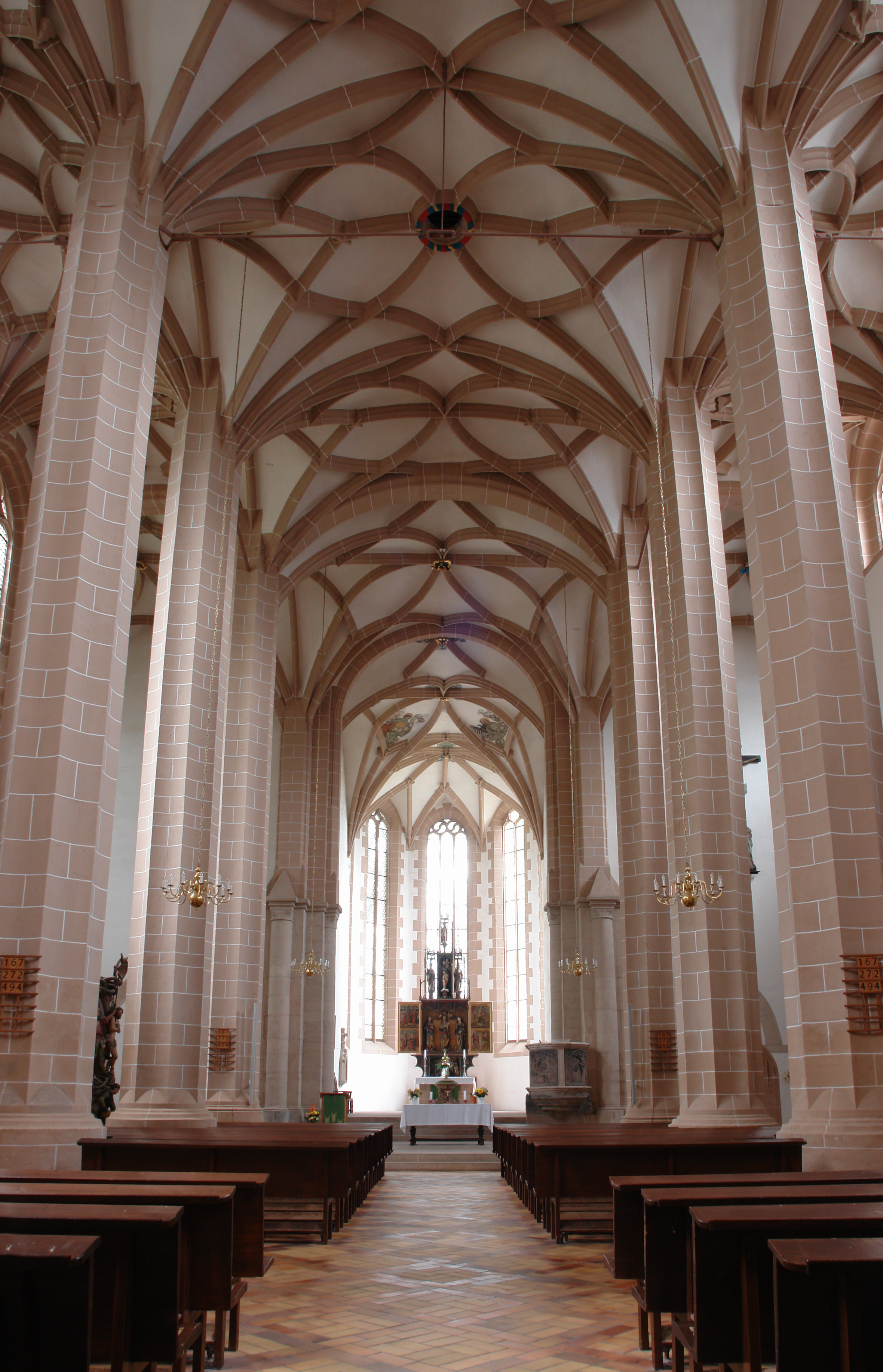
Kirchenschiff mit Blick zum Chor und Schlingrippengewölbe

Der gotische Hauptaltar (Katharinenaltar) wurde 1499 von Pankratius Grueber für die Großenhainer Katharinenkirche geschaffen. Er befindet sich seit 1995 als Dauerleihgabe in der Schloßkirche. Das Altarretabel zeigt Heiligenbilder und vor allem Szenen aus dem Leben und Martyrium der heiligen Katharina. Oberhalb des Altares befindet sich eine Figur des leidenden Christus.
Das Sakramentshäuschen wird auf das Jahr 1300 datiert. Im Deckengewölbe des Chorraumes befinden sich Fresken, die auf das Jahr 1530 datiert werden. Sie zeigen die vier Evangelisten. Die Wandkanzel stammt aus dem Jahr 1538.
Als Ausstattungsgegenstand ist weiter der barocke Taufstein mit hölzernem Deckel zu erwähnen. Er wurde 1668 geschaffen und steht im Chorraum.
Zu den bedeutendsten Ausstattungsstücken der Kirche gehören zwei Hauptwerke des Monogrammisten HW (Hans Witten?), der zu den bedeutendsten Bildhauern des frühen 16. Jahrhunderts in Deutschland zählt. Es handelt sich zum einen um die vollplastische, unterlebensgroße Figurengruppe der Geißelung Christi, die aus Eichenholz geschnitzt ist, und zum anderen um die reich ausgestaltete Einfassung des Nordportals der Kirche.

## Nordportal

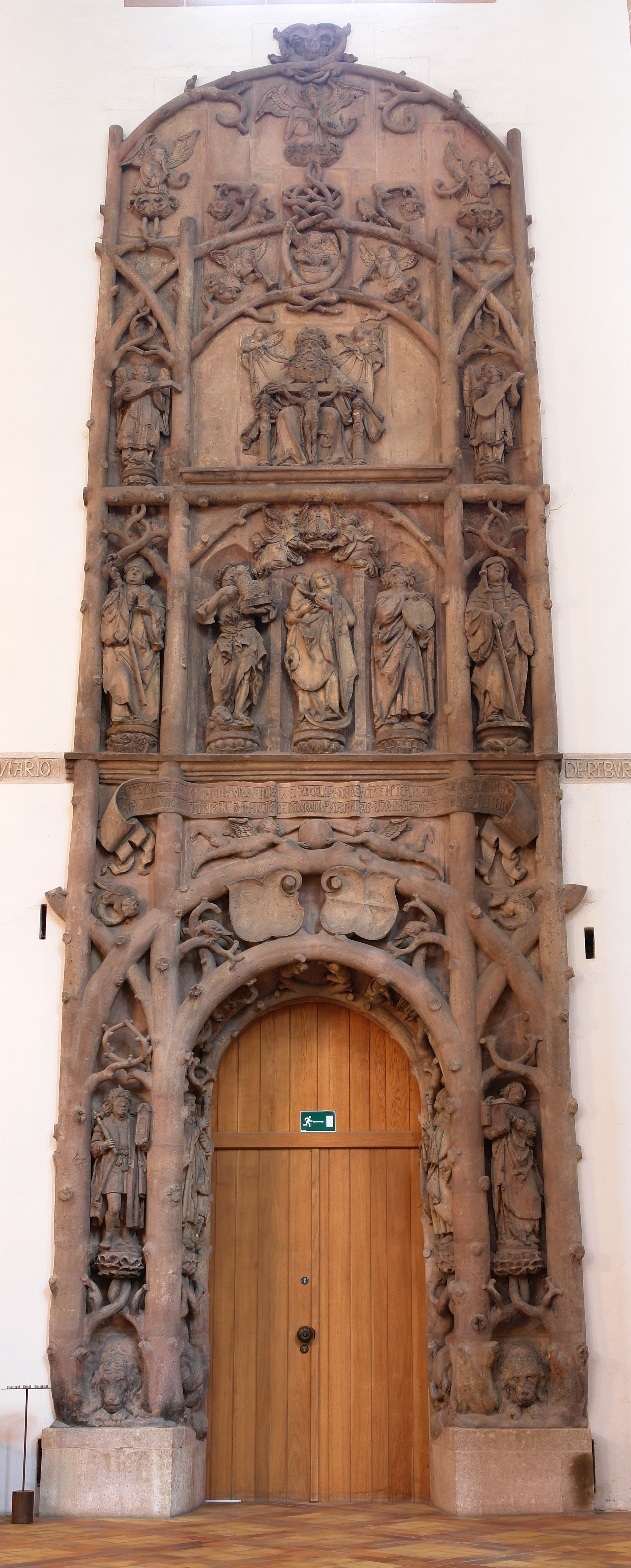
Nordportal im südlichen Seitenschiff

An der Südseite des Langhauses innerhalb der Kirche befindet sich das Nordportal, das 1504–1505 von Meister Hans Witten erbaut und 1525 von Franz Maidburg vollendet wurde. Es war ursprünglich an der Schauseite der Kirche um das Hauptportal errichtet und musste aus konservatorischen Gründen 1973 abgebaut und im Kirchenraum aufgestellt werden.
Das Portal ist ca. elf Meter hoch und zeigt eine Darstellung der Welterlösung, über drei Ebenen verteilt. Die obere Ebene (die göttliche Ebene) stellt die Dreieinigkeit dar: Gott-Vater auf dem Thron, der gekreuzigte Christus, auf dem Kreuz die Taube als Symbol des heiligen Geistes, umrahmt von musizierenden und anbetenden Engelsfiguren. Die mittlere Ebene verbindet die göttliche mit der weltlichen Ebene und zeigt Maria mit dem Jesuskind, die Patronin der Klosterkirche, umrahmt von Figuren des Johannes der Evangelist und Johannes der Täufer. Außen stehen die beiden Ordensheiligen, der heilige Benedikt und die heilige Scholastika von Nursia. Die untere, weltliche Ebene enthält Löwengestalten, die den Wächterdienst vor dem Heiligtum versinnbildlichen. Außerdem finden sich hier Figuren der Klostergründer (Kaiser Lothar und seiner Frau Richenza) sowie zweier Äbte (Heinrich von Schleinitz und Hilarius von Rehburg). Im Türbogen befindet sich Eva auf einem Baumstumpf, ihr gegenüber der Satan, und unter dem Spruchband halten zwei Engel die Erdkugel als Gegenstand der Erlösung.

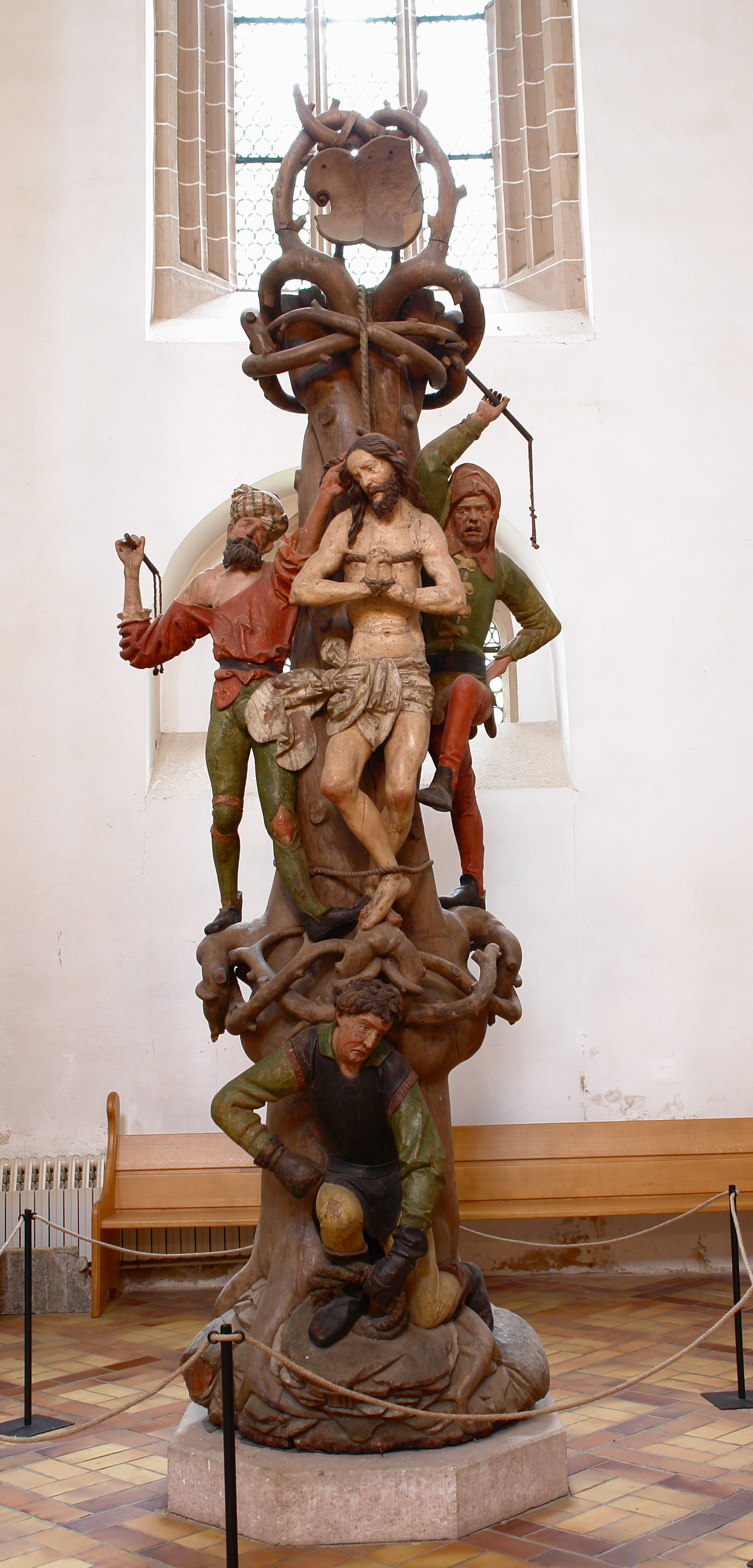
Geißelsäule aus einem Eichenstamm von 1515

## Orgel
Die große symphonisch-romantische Orgel der Schloßkirche wurde in den Jahren 2006 bis 2011 von der Firma Orgelbau Vleugels (Hardheim) erbaut. Das Instrument orientiert sich an Orgeln des französischen Orgelbauers Aristide Cavaillé-Coll. Es hat 48 Register auf drei Manualen und Pedal. Die Spieltrakturen sind mechanisch, unterstützt durch eine historische Barker-Maschine für das Hauptwerk und die Manualkoppeln an das Hauptwerk. Die Registertrakturen sind elektrisch.
| I Grand Orgue C–a3 |                  |       |
| 1.                 | Montre           | 16′   |
| 2.                 | Montre           | 8′    |
| 3.                 | Flûte Harmonique | 8′    |
| 4.                 | Bourdon          | 8′    |
| 5.                 | Violoncelle      | 8′    |
| 6.                 | Prestant         | 4′    |
| 7.                 | Flûte            | 4′    |
| 8.                 | Quinte           | 2 ⁄3′ |
| 9.                 | Doublette        | 2′    |
| 10.                | Fourniture V     | 2′    |
| 11.                | Bombarde         | 16′   |
| 12.                | Trompette        | 8′    |
| 13.                | Clairon          | 4′    |

| II Positif expressiv C–a3 |              |        |
| 14.                       | Montre       | 8′     |
| 15.                       | Salicional   | 8′     |
| 16.                       | Bourdon      | 8′     |
| 17.                       | Unda Maris   | 8′     |
| 18.                       | Prestant     | 4′     |
| 19.                       | Flûte Douce  | 4′     |
| 20.                       | Nasard       | 2 ⁄3′  |
| 21.                       | Flageolet    | 2′     |
| 22.                       | Tierce       | 1 3⁄5′ |
| 23.                       | Piccolo      | 1′     |
| 24.                       | Carillon III | 2 ⁄3′  |
| 25.                       | Trompette    | 8′     |
| 26.                       | Clarinette   | 8′     |
|                           | Tremblant    |        |

| III Recit expressiv C–a3 |                      |     |
| 27.                      | Quintaton            | 16′ |
| 28.                      | Bourdon              | 8′  |
| 29.                      | Flûte Traversière    | 8′  |
| 30.                      | Viole de Gambe       | 8′  |
| 31.                      | Voix Céleste         | 8′  |
| 32.                      | Viole d’Amour        | 4′  |
| 33.                      | Flûte Octaviante     | 4′  |
| 34.                      | Voix Humaine         | 8′  |
| 35.                      | Octavin              | 2′  |
| 36.                      | Cornet V             | 8′  |
| 37.                      | Trompette harmonique | 8′  |
| 38.                      | Basson et Hautbois   | 8′  |
| 39.                      | Clairon              | 4′  |
|                          | Tremblant            |     |

| Pedale C–f1 |             |         |
| 40.         | Contrebasse | 16′     |
| 41.         | Soubasse    | 16′     |
| 42.         | Quinte      | 10 2⁄3′ |
| 43.         | Violoncelle | 8′      |
| 44.         | Basse       | 8′      |
| 45.         | Flute       | 4′      |
| 46.         | Bombarde    | 16′     |
| 47.         | Trompette   | 8′      |
| 48.         | Clairon     | 4′      |

- Koppeln Normalkoppeln, Suboctavkoppeln (III/I, I/I)
- Neben/Effektregister: Effet d’orage (Donner), Crayon (Bleistift), Carillon (Glockenspiel), E’toile Tournante (Cymbelstern), Rossignol (Nachtigall), Imber (Regen), Timbale (Pauke)
- Spielhilfen: 4000-fache elektronische Setzeranlage, Sequenzer

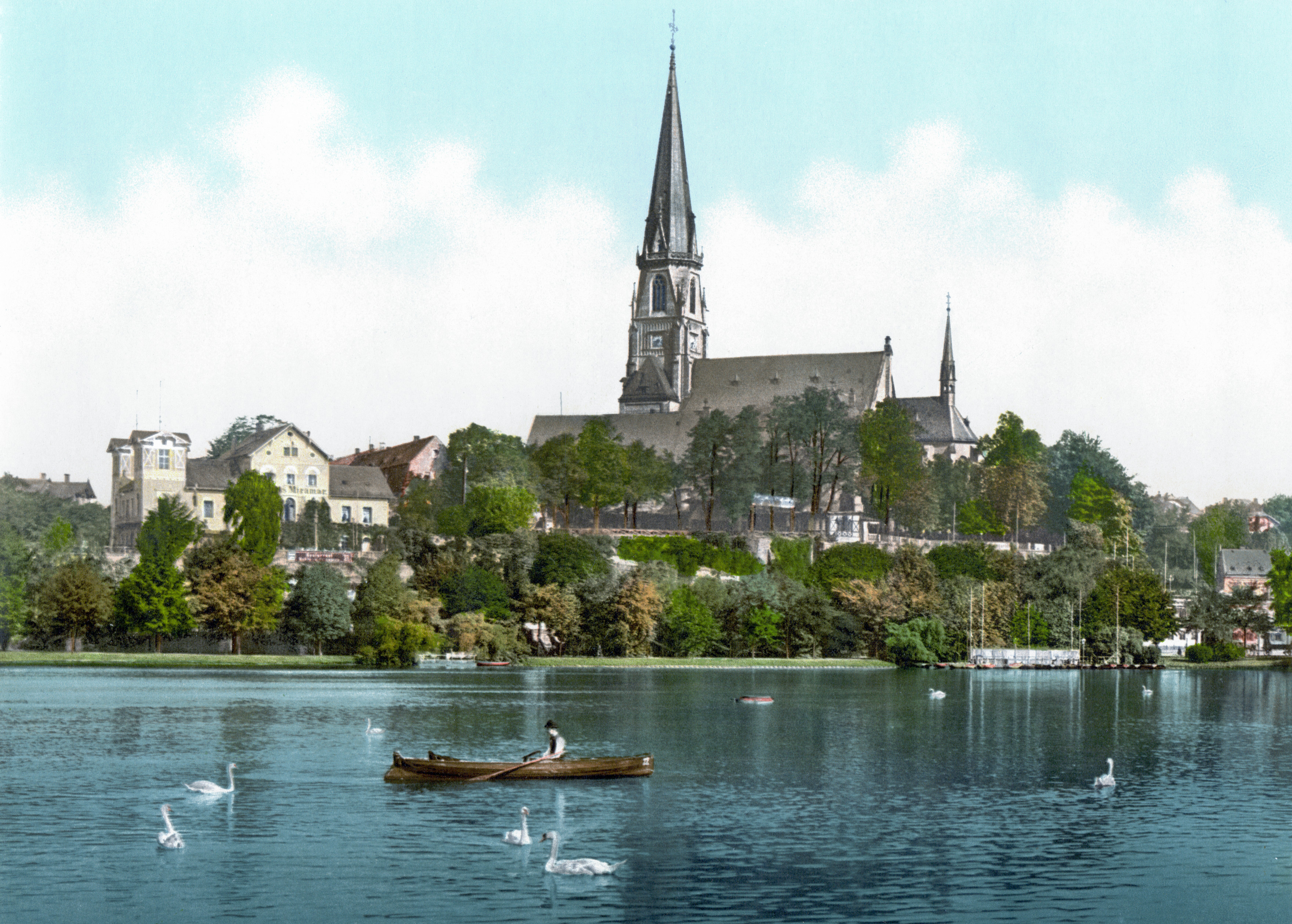
Blick über den Schloßteich um 1900 zur Schloßkirche mit neugotischem Turmhelm vor der Zerstörung 1945

## Varia
Am 20. Januar 2019 übertrug das Kultur-Hörfunkprogramm des Mitteldeutschen Rundfunks, MDR Kultur, den sonntäglichen Gottesdienst der Kirchgemeinde mit Pfarrer Christoph Herbst als Direktübertragung.